# Lacapelle-Barrès
Lacapelle-Barrès ist eine französische Gemeinde mit 59 Einwohnern (Stand 1. Januar 2022) im Département Cantal in der Region Auvergne-Rhône-Alpes. Sie gehört zum Kanton Saint-Flour-2 und zum Arrondissement Saint-Flour.

## Geografie, Infrastruktur
Die ehemalige Route nationale 590 tangiert die Gemeinde im Zentralmassiv.
Nachbargemeinden sind Pailherols im Westen, Malbo im Nordosten und Thérondels im Süden. 

## Bevölkerungsentwicklung
| Jahr                       | 1962 | 1968 | 1975 | 1982 | 1990 | 1999 | 2008 | 2015 |
| -------------------------- | ---- | ---- | ---- | ---- | ---- | ---- | ---- | ---- |
| Einwohner                  | 148  | 126  | 110  | 105  | 110  | 78   | 56   | 58   |
| Quellen: Cassini und INSEE |      |      |      |      |      |      |      |      |